# Стена на Аврелиан
Стената на Аврелиан (на италиански: Mura aureliane) е построена около Древен Рим при император Аврелиан през 271 – 275 г. Стената обикаля Седемте хълма на Рим, Марсово поле и район Трастевере на левия бряг на Тибър, всичко това с обща площ 13,7 км2.
Стената е построена с цел да отбранява Рим от внезапно варварско нашествие достатъчно дълго, за да позволи навременното пристигане на подкрепления към защитниците на града. Не са проектирани да издържат на съгласувано нападение с напреднала техника за обсада.
Дебелината на стената е 3,4 м, а периметърът ѝ е 19 км. Построена е от бетон и облицована с кирпич. Кулите са били разположени на разстояние 100 римски фута (29,6 м) една от друга; общият им брой е стигал до 383. Височината на стената на Аврелиан не превишава 8 м, при Хонорий през 5 век тя е почти удвоена.
При вратите св. Себастиан (оттам започва Виа Апиа) сега има действащ музей на стената на Аврелиан.
Стената продължава да е значително военно съоръжение за града до 20 септември 1870 г., когато берсалиерите на Кралство Италия я разрушават близо до Порта Пиа и завладяват Рим. Стените определят границите на град Рим до 19 век.

## Галерия
- Карта на Античен Рим – вратите са червено.
- Част от стената.
- Проход за стражите.
- В подножието на стената.
- Порта Асинария.
- Южна част.